# Ugchelen
Ugchelen est un village appartenant à la commune néerlandaise d'Apeldoorn. En 2006, le village comptait environ 7 000 habitants.